# Bungarus multicinctus
Bongare rayé
Pour les articles homonymes, voir Bungarus semifasciatus.
Espèce
Synonymes
- Bungarus semifasciatus Günther, 1858
- Bungarus wanghaotingi Pope, 1928

Statut de conservation UICN

 LC  : Préoccupation mineure
Bungarus multicinctus, le Bongare rayé, est une espèce très venimeuse de serpents de la famille des Elapidae que l'on rencontre dans une grande partie de la Chine centrale et méridionale et en Asie du Sud-Est. Cette espèce a été décrite la première fois par le scientifique Edward Blyth en 1861. Cette espèce a deux sous-espèces connues, la sous-espèce nominale Bungarus multicinctus multicinctus, et Bungarus multicinctus wanghaotingi. Le Bongare rayé habite dans les zones marécageuses de son aire de répartition géographique, bien qu'on peut le trouver parfois dans d'autres types d'habitats. C'est un serpent extrêmement venimeux.

## Description

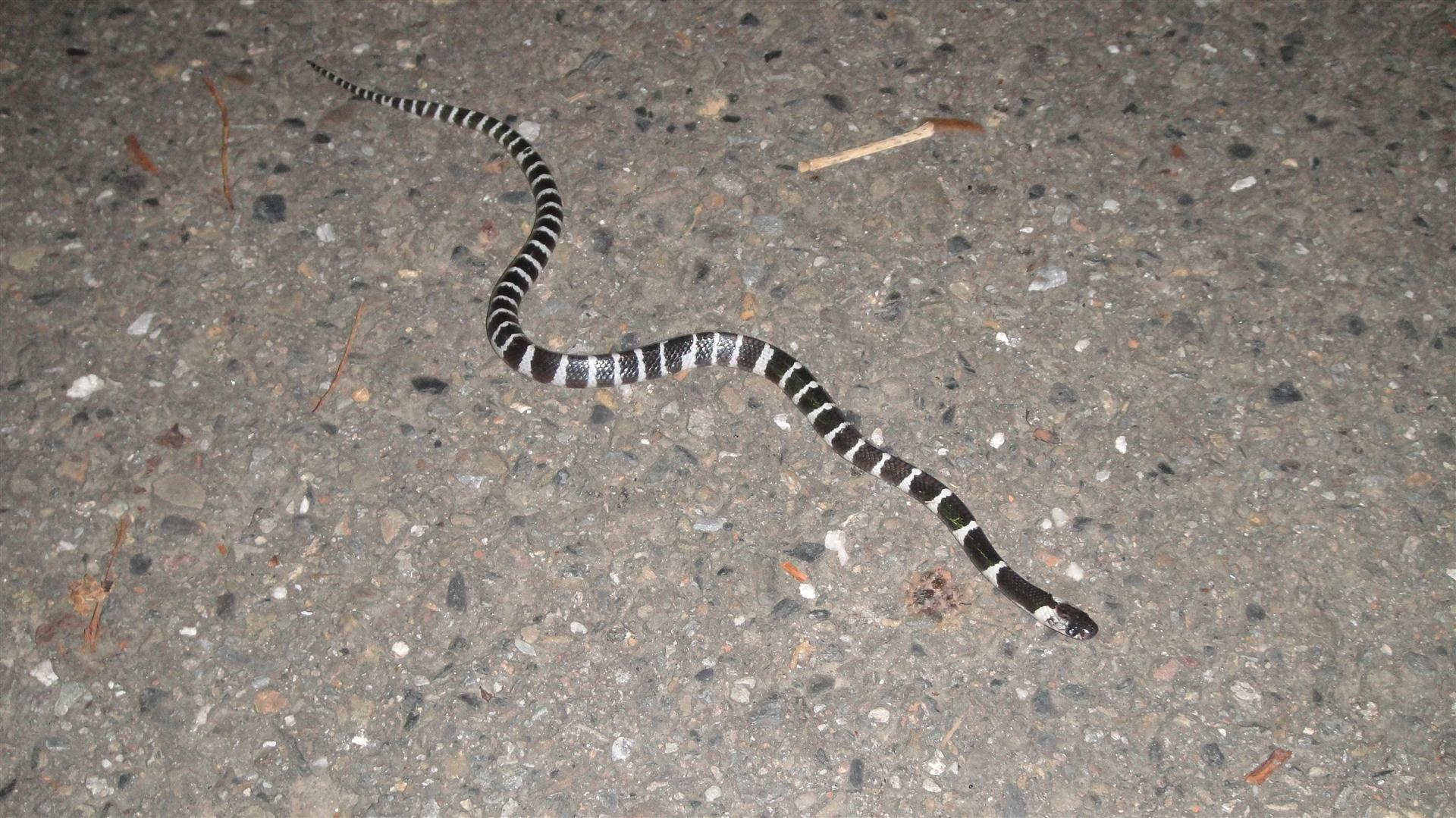
Un Bongare rayé à Taiwan.

Le Bongare rayé est un serpent de moyenne à grande taille, mesurant en moyenne de 1 à 1,5 m de long, et pouvant atteindre au maximum 1,85 m. Son corps est mince et modérément comprimé. Les écailles de cette espèce sont lisses et brillantes, avec une arête vertébrale nettement distincte. La couleur du serpent est noire à noir bleuté sombre avec environ 21 à 30 bandes transversales blanches ou blanc crème sur toute la longueur de la partie supérieure de son corps. Les grands spécimens comportent plus de rayures. La queue est courte et pointue, et est aussi de couleur noire avec une alternance de bandes blanches transversales, au nombre de 7 à 11. Le ventre du serpent est généralement de couleur blanche, mais peut être blanc cassé ou blanc crème. La tête est principalement de couleur noire, large et de forme ovale, et aplatie et peu distincte du corps. Les yeux sont petits et de couleur noire. Les pupilles sont également noires, ce qui les rend difficilement perceptibles car elles se fondent dans le reste des yeux. Cette espèce a de grandes narines. Les crocs sont de petite taille, fixes et se trouvent dans la partie antérieure de la mâchoire supérieure. Les juvéniles de cette espèce ont généralement des taches blanchâtres sur la face inférieure de la tête,.
Les écailles dorsales forment 15 rangées. Il y a 200 à 231 écailles ventrales chez les mâles, et 198 à 227 chez les femelles. La queue est courte et effilée et les écailles sous-caudales ne sont pas divisées et sont au nombre de 43 à 54 chez les mâles et 37 à 55 chez les femelles.

## Biologie et écologie

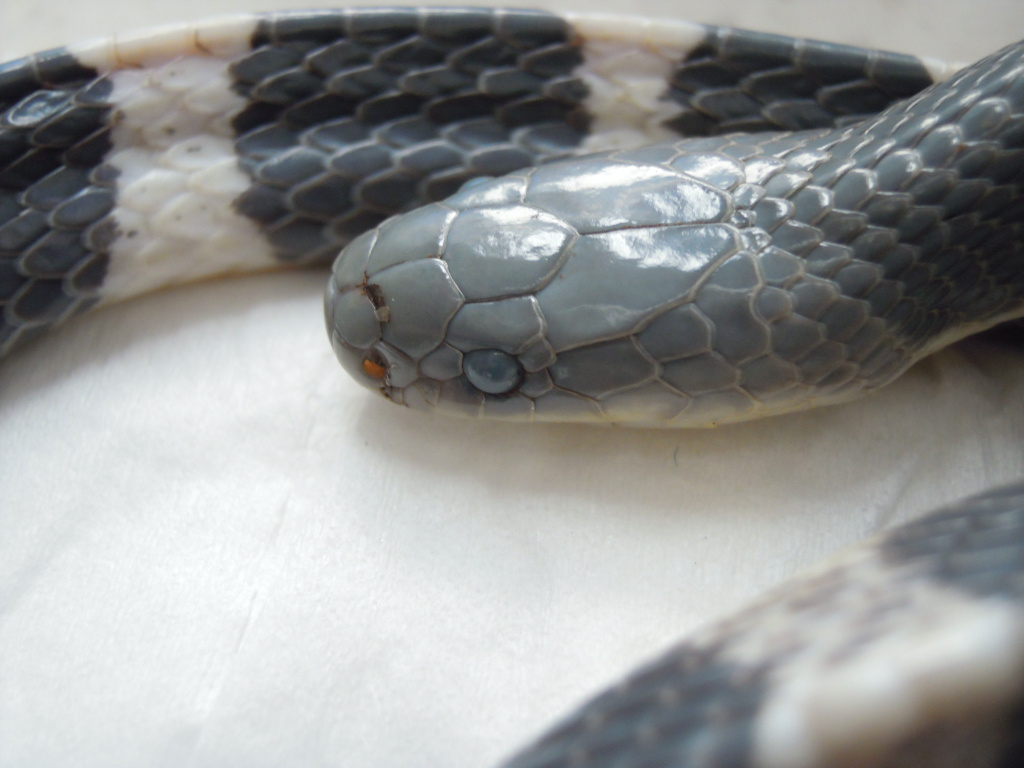
Gros plan sur la tête et ses écailles.

### Comportement
Le serpent est nocturne, ce qui lui permet d'éviter les prédateurs. C'est une espèce très timide et relativement placide. Dans la journée, il se cache sous les pierres ou dans des trous. Le serpent apparaît en avril et se retire en hibernation en novembre. Il est considéré comme plus agressif que Bungarus fasciatus, se débattant lorsqu'il est manipulé.

### Alimentation
Contrairement aux autres espèces de Bungarus, qui sont principalement des mangeurs de serpents, le Bongare rayé se nourrit habituellement de poissons, mais il consomme également d'autres serpents, dont des membres de sa propre espèce. Cette espèce se nourrit aussi d'anguilles, de grenouilles, de lézards et de souris de temps en temps.

### Reproduction
Il y a peu d'informations sur les habitudes de reproduction de ce serpent. Comme beaucoup d'Élapidés, les Bongares rayés sont ovipares. L'accouplement a lieu entre les mois d'août et septembre. Les femelles pondent habituellement 3 à 15 œufs, bien que des pontes comptant jusqu'à 20 œufs ont déjà été observées. Les œufs sont pondus à la fin du printemps ou au début de l'été, généralement au mois de juin. Ils éclosent habituellement environ un mois et demi plus tard. Les nouveau-nés mesurent environ 25 centimètres de longueur.

### Venin et toxines
Le venin du Bongare rayé se compose de neurotoxines pré-synaptiques et post-synaptiques (connues sous le nom d'α-bungarotoxines et β-bungarotoxines, entre autres). La quantité de venin injecté par morsure, mesurée à partir de spécimens conservés dans des élevages de serpents, est d'environ 4,6 à 18,4 mg. Le venin est hautement toxique avec des valeurs de la DL50 de 0,09 mg/kg à 0,108 mg/kg en voie sous-cutanée,, 0,113 mg/kg en intraveineuse et 0,08 mg/kg en intrapariétal chez les souris,. Sur la base de plusieurs études de la DL50, le Bongare rayé apparait donc parmi les serpents terrestres les plus venimeux au monde.
L'α-bungarotoxine est importante pour l'histologie neuromusculaire, et cette toxine est connue pour se lier de manière irréversible aux récepteurs de la jonction neuromusculaire, et peut être marquée avec des protéines fluorescentes telles que la protéine fluorescente verte ou la rhodamine.
Les symptômes locaux des victimes mordues par le Bongare rayé ne comportent généralement ni gonflement grave ni douleur ; les victimes ressentent simplement de légères démangeaisons et un engourdissement. Les symptômes systémiques se produisent, en général, une à quatre heures après la morsure. Les symptômes peuvent inclure un ptosis bilatéral, une diplopie, une gêne dans la poitrine, des douleurs générales, un sentiment de faiblesse dans les membres, une ataxie, une perte de la voix, une dysphagie et des difficultés respiratoires. En cas de morsure grave, l'arrêt de la respiration peut en découler, conduisant à la mort.
Non soignées, le taux de mortalité causé par les morsures de cette espèce varie selon les différentes études, allant de 20 à 30 % à 77-100%. Au cours de la guerre du Vietnam, les soldats américains parlaient du Bongare rayé comme le « serpent en deux pas », du fait de la croyance erronée selon laquelle son venin est si mortel qu'en cas de morsure vous mourrez après avoir fait seulement deux pas.
Le Bongare rayé a attiré l'attention du monde entier après qu'un individu juvénile ait mordu et tué le Dr Joe Slowinski le 11 septembre 2001 à Myanmar. Il est mort seulement 29 heures après avoir été mordu.

## Distribution et habitat

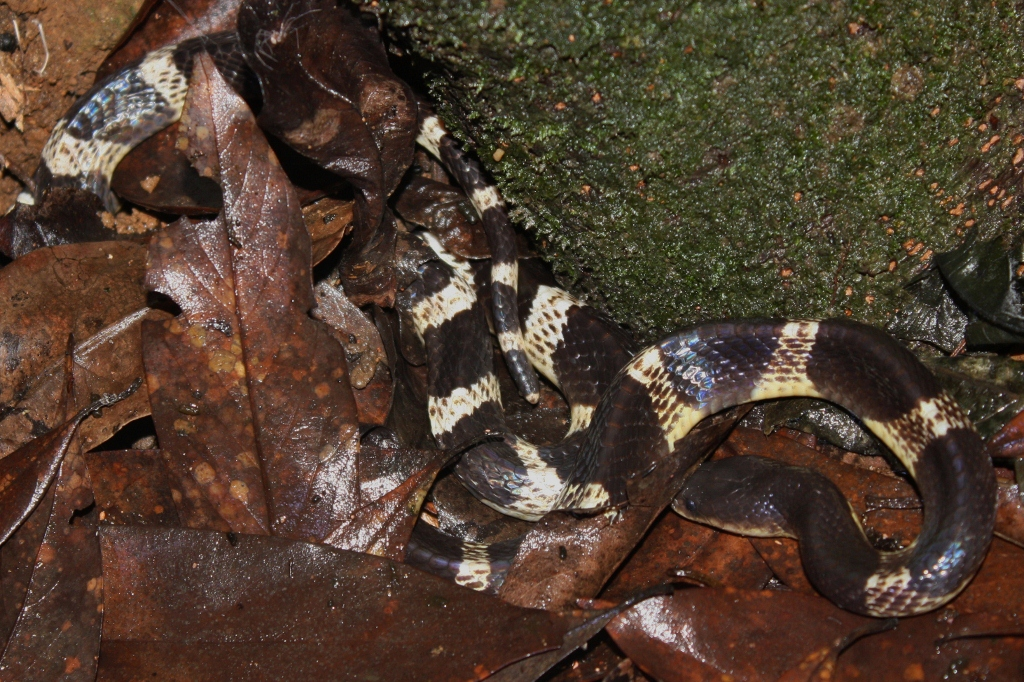
Spécimen trouvé à Tai Mo Shan

Cette espèce se trouve dans toute l'île de Taiwan (y compris les archipels de Matsu et Kinmen), dans les régions centrales et méridionales de la Chine continentale (dans les provinces de Hainan, Anhui, Sichuan, Guangdong, Guangxi, Hunan, Hubei, Yunnan, Guizhou, Jiangxi, Zhejiang, et Fujian), à Hong Kong, au Myanmar, au Laos et dans le nord du Vietnam. On peut également le rencontrer en Thaïlande. 
Même si on peut le rencontrer à des altitudes allant jusqu'à environ 1 500 m, il vit beaucoup plus souvent dans les zones humides de basse altitude, le plus souvent dans les régions marécageuses subtropicales de son aire de répartition. Il est également fréquemment trouvé dans les zones arbustives, forêts, les champs agricoles et les mangroves, souvent à proximité de points d'eau comme les rivières, les ruisseaux, les rizières, et les fossés. Ils peuvent aussi parfois être rencontrés dans les villages et les zones suburbaines. Il est capable de survivre également dans d'autres habitats.

## Étymologie et taxonomie
Depuis la description de l'espèce par le zoologiste et pharmacien Edward Blyth en 1861,, Bungarus multicinctus  a été le nom binomial de l'espèce. Le nom générique, Bungarus, est une latinisation du mot Télougou baṅgāru, « Bongare ». L'épithète spécifique multicinctus est dérivé du latin multi-, signifiant « beaucoup, plusieurs », et du latin cinctus, participe passé de cingere, « d'encercler » - comme une « rayure ». Le nom commun anglais « Krait » vient de l'Hindi (करैत karait), qui est peut-être lui-même dérivé du mot sanscrit (काल Kâla), qui signifie « noir ».

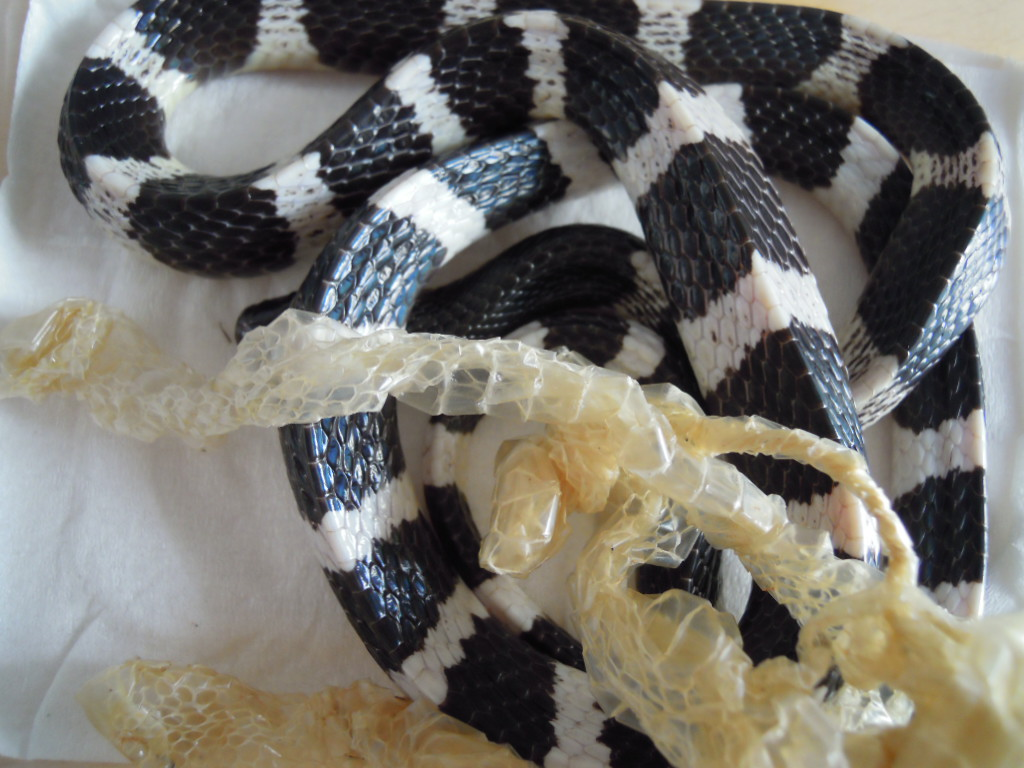
Spécimen après la mue.

Le Bongare rayé appartient au genre Bungarus dans la famille des Elapidae. Le genre est endémique du continent asiatique. Ces membres sont morphologiquement semblables, formant une unité cohérente. Le genre comprend 12 ou 13 espèces qui sont morphologiquement distinctes du genre Naja et des élapidés africains selon McDowell (1987). McDowell a déclaré : « la diversité des espèces est plus grande en Afrique, mais les Bungarus et Ophiophagus asiatiques ont chacun une morphologie tellement particulière que cela laisse suggérer une divergence ancienne ». D'autres, comme Slowinski, pensent que les bongares (Bungarus) font partie d'un clade qui les réunit avec un groupe dont font partie le Cobra royal (Ophiophagus hannah) et, curieusement, les mambas africains (Dendroaspis) sur l'arbre le plus parcimonieux, ou les Elapsoidea dans un arbre se basant au maximum sur la vraisemblance. Ce résultat remet en question la monophylie des cobras et souligne l'incertitude dans l'homologie du comportement de déploiement de la collerette chez les cobras et les mambas. Les relations entre les Dendroaspis, Ophiophagus et Bungarus ne sont donc pas définies avec certitude, ce qui suggère que plus de travail est nécessaire pour résoudre les relations de ces taxa problématiques. Les conclusions de McDowell rapprochent également Bungarus des serpents marins (Hydrophiinae). Deux genres au sein de la famille des Hydrophiinae semblent soutenir l'hypothèse de McDowell. Les deux genres sont Salomonelaps et Loveridgelaps  qui partagent de nombreuses caractéristiques avec les Bungarus. Mao et al. (1983) ont montré que cette espèce, Bungarus multicinctus est légèrement différente des autres membres de son genre et est immunologiquement plus proche des Laticauda, des élapidés australiens terrestres et des vrais serpents marins que de Elapsoidea sundevallii, Naja naja (Cobra indien) ou des deux espèces de Micrurus. Minton (1981), Schwaner et al. et Cadle & Gorman (1981) ont abouti aux mêmes conclusions que Mao et al. (1983) sur la base de données immunologiques, déclarant que le Bongare rayé était plus ressemblant aux élapidés australiens, aux Laticauda et aux vrais serpents marins qu'il ne l'était de nombreux autres élapidés auxquels il a été comparé.
Voici la liste des sous-espèces selon The Reptile Database (2 novembre 2015) :
- Bungarus multicinctus multicinctus Blyth, 1861
- Bungarus multicinctus wanghaotingi Pope, 1928

## Publications originales
- Blyth, 1861 : Proceedings of the Society. Report of the Curator. Journal of the Asiatic Society of Bengal, vol. 29, p. 87-115 (texte intégral).
- Pope, 1928 : Four new snakes and a new lizard from South China. American Museum Novitates, no 325, p. 1-4 (texte intégral).